# Typhlarmadillidium kratochvili
Typhlarmadillidium kratochvili là một loài chân đều trong họ Armadillidiidae. Loài này được Frankenberger miêu tả khoa học năm 1938.